# Let England Shake
Let England Shake —en españolː Deja que Inglaterra tiemble— es el octavo álbum de estudio de la cantante y compositora británica PJ Harvey, publicado por Island Records el 14 de febrero de 2011. La creación del mismo demandó cerca de dos años, siendo grabado durante cinco semanas entre abril y mayo de 2010 en una iglesia en Dorset. Considerado su álbum más político, su temática se centra en aspectos de la historia de Inglaterra como la guerra y el imperialismo.
Tras su lanzamiento recibió la aclamación universal por parte de la crítica especializada, siendo considerado como álbum del año por 16 medios y ganando el Mercury Prize en septiembre de 2011; de esta manera Harvey es hasta el momento la única artista que ha recibido dicho premio en dos ocasiones tras obtenerlo en 2001 con el álbum Stories from the City, Stories from the Sea. El registro también ganó el premio Uncut Music Award en noviembre de 2011, así como también el álbum del año en los premios Ivor Novello 2012, fue incluido en el libro 1001 álbumes que hay que escuchar antes de morir y en 2019, el periódico The Guardian lo ubicó en el número 21 de su lista «Los 100 mejores álbumes del siglo 21».
Let England Shake debutó en la posición número 8 de la lista de álbumes del Reino Unido siendo certificado con el disco de oro por la Industria Fonográfica Británica tras vender más de 100.000 copias en ese país, mientras que en Estados Unidos apareció en el puesto 32 del Billboard 200, además logró colocarse en el top 10 de otras 10 naciones.

## Antecedentes y desarrollo
Harvey comenzó a trabajar en las letras incluso antes de dedicarse a la composición de la música.
Entre las influencias que tuvo para el álbum, citó la poesía de Harold Pinter y T.S. Elliot; el arte de Salvador Dalí y Francisco de Goya y la música de The Doors, The Pogues y The Velvet Underground. También investigó sobre la historia de conflictos bélicos, incluyendo la campaña de Gallipoli, y testimonios tanto de civiles como de soldados sobre la guerra en Irak y Afganistán.
Durante algunas de sus presentaciones años antes de trabajar en este álbum, Harvey ya había comenzado a tocar el autoarpa. Sus propias declaraciones al respecto en el periódico Bridport News en 2011 fueron: «Realmente disfrutaba de esta amplitud de sonido diferente, enorme y amplia que ofrece el autoarpa. Es un sonido bastante delicado, pero también es como tener toda una orquesta al alcance de la mano. Comencé escribiendo bastante en base a este instrumento, y luego lentamente con el paso del tiempo, (porque este álbum fue escrito en dos años y medio)... mi escritura comenzó a experimentar con diferentes guitarras al usar diferentes aplicaciones de sonido, con las que nunca había experimentado realmente».
Acerca del nuevo estilo vocal para el disco, comentó que "no podía cantar [las canciones] en una voz fuerte y madura sin que sonara completamente mal. Así que tuve que encontrar la voz lentamente, y esta voz comenzó a sonar, desarrollándose casi tomando el papel de un narrador".

## Grabación y estilo musical
En marzo de 2009 Harvey declaró al sitio web Spinner que ya había grabado demos para su próximo trabajo, que planeaba comenzar a grabarlo desde principios de 2010, comentado que estaba satisfecha con los resultados y que sería algo totalmente distinto a lo que ya había creado antes.
Tras buscar inicialmente estudios de grabación en Berlín a mediados de 2009 mientras promocionaba A Woman a Man Walked By junto a John Parish, decidió que registraría el álbum en la capilla de San Pedro, cerca de Bridport en Dorset. El encargado del lugar ya le había ofrecido a Harvey utilizarlo para que realizara un espectáculo o que lo utilizara como sala de ensayos.
Let England Shake fue grabado en esa iglesia en un período de cinco semanas, entre abril y mayo de 2010. Las sesiones fueron registradas por el ingeniero Rob Kirwan. Harvey reclutó a sus colaboradores de años Flood y John Parish, con quienes junto a Head coprodujeron el álbum. Jean-Marc Butty agregó partes de la batería en una etapa posterior.
Gran parte fue grabado en vivo, Harvey describió la grabación como razonablemente improvisada, comentando: «Quería dejarles espacio para que también pudieran expresar sus sentimientos. Por lo general, hubiera planeado todo y hubiese sabido qué instrumentación quería. Esta vez hice una demostración de las canciones en su mayoría con uno o dos instrumentos y una voz; eso era todo lo que tenía. Así que básicamente tenía los acordes y un par de melodías de saxofón, un par de melodías de voz y eso fue lo que llevé conmigo a la iglesia. Ensayamos los temas como si lo hiciesemos para tocarlas en vivo y descubrimos con bastante rapidez que solo habíamos ensayado una canción durante quizás dos veces y Flood había comenzado a grabarnos». Fue la primera vez que Harvey grababa el uso de un saxofón, además de tocar la guitarra, el autoarpa, la cítara y el violín.
Musicalmente difiere enormemente con White Chalk (2007), su trabajo anterior; mientras este último estaba compuesto casi en su totalidad a base del piano, en Let England Shake volvió a utilizar la alineación instrumental de una banda; centrándose principalmente en un estilo folk rock.

## Temática
Considerado su trabajo más político, líricamente el álbum trata sobre diversos aspectos de la historia de Inglaterra, entre ellos el imperialismo, nacionalismo, muerte o los males que acarrean las guerras en donde Harvey utiliza una perspectiva actual de su país, específicamente la Primera Guerra Mundial, como la batalla de Galipoli en 1915. «The Words That Maketh Murder» narra de forma clara los resultados mortales de los conflictos armados, mientras que «In The Dark Places» y «Written in the Forehead» hablan acerca de la muerte de soldados. Pese a la crítica de Harvey a su nación, temas como «The Last Living Rose», «England» y «The Glorious Land» muestran el aprecio por su país.

## Lanzamiento y rendimiento comercial
Antes del lanzamiento del álbum, el primer sencillo, «The Words That Maketh Murder», fue lanzado por Island Records el 17 de enero de 2011 de manera digital y el 7 de febrero formato vinilo de "7 (junto con el lado-B «The Guns Called Me Back Again»).
Let England Shake fue publicado el 14 de febrero de 2011 en Europa y el resto del mundo por medio de Island Records, y el 15 de febrero en Canadá y Estados Unidos a través de Vagrant Records. Fue editado en formato CD, vinilo y descarga digital. La edición estándar contiene 12 temas, mientras que la edición disponible por medio de iTunes trae el tema extra «The Guns Called Me Back Again», así como los vídeos de «The Last Living Rose» y «The Words That Maketh Murder».
El disco ingreso en la lista de álbumes de Reino Unido en la posición número 8 tras vender 22,000 copias en su semana de lanzamiento. Fue el segundo álbum de Harvey en llegar al Top 10 y el primero en dieciocho años desde que Rid of Me alcanzó el número 3 en mayo de 1993. En Estados Unidos debutó en el puesto 32 del Billboard 200 con ventas de 18,000 unidades en su primera semana. Para marzo de 2016 ya había vendido 86,000 copias en ese país.
Luego de ganar el Mercury Prize en 2011 el álbum volvió a ingresar en la lista del Reino Unido en el puesto 24. Tras la ceremonia de premiación las ventas aumentaron en un 1100 % y posteriormente fue certificado con el disco de oro por la Industria Fonográfica Británica al vender 100,000 ejemplares. Para diciembre de 2011 ya había vendido 130,000 copias y en septiembre de 2017 había superado las 170,000.
En Dinamarca obtuvo el disco de oro al vender 10,000 copias.

## Gira y presentaciones en directo
Dos de las canciones del álbum hicieron su debut en el festival de música Bestival durante julio de 2009, en la única actuación en vivo de Harvey de aquel año. El abril de 2010, época en que grababa el álbum, Harvey apareció en The Andrew Marr Show de BBC One para una entrevista y presentación de la canción «Let England Shake», frente al entonces primer ministro Gordon Brown.
Al mostrar un adelanto del álbum la artista realizó un espectáculo en la Iglesia de San Pedro, Eype, Dorset (donde fue registrado) el 18 de diciembre de 2010, interpretando canciones de este, así como temas de sus trabajos anteriores.
Una gira europea tuvo lugar en febrero de 2011, con fechas los Estados Unidos en abril y festivales programados para el verano. Una presentación en vivo en "La Maroquinerie" en París el 14 de febrero de 2011 fue transmitida en vivo por Deezer y por la Arte (Asociación relacionada con la televisión europea). El 12 de julio de 2011, Arte emitió en televisión una grabación de 73 minutos de una presentación en vivo realizada en febrero de 2011 en el Olympia de París. El 30 de octubre de ese año realizó un concierto en el Royal Albert Hall y en septiembre interpretó «The Words That Maketh Murder» en la ceremonia de premiación del Mercury Prize.

## Recepción de la crítica

### Medios anglosajones
Let England Shake fue alabado por los medios en inglés. El sitio Metacritic le asignó un puntaje de 86 sobre 100 basándose en 42 reseñas, lo que indica «aclamación universal». Heather Phares, crítico de Allmusic, se refirió al álbum como «un conjunto de canciones sorprendentemente diferentes de lo que habíamos visto antes» y agregó que «sus complejidades lo convierten en una de las obras más hábilmente elaboradas de Harvey», otorgándole la máxima calificación correspondiente a cinco estrellas. Mike Williams de NME lo llamó el trabajo más importante de la artista, añadiendo «Francis Ford Coppola puede reclamar la película de guerra. Ernest Hemingway, la novela de guerra. Polly Jean Harvey, una mujer de 41 años de Dorset, ha reclamado el álbum de guerra». Peter Paphides, de Mojo, llamó a Let England Shake como «un trabajo increíblemente oportuno». Victoria Segal de Q elogió «las letras notables» y «la música etérea», otorgándole la puntuación máxima de cinco estrellas, y Andrew Mueller, crítico de Uncut, lo nombró como el álbum del mes de la revista, describiéndolo como «el sonido de alguien tan enloquecido como embrujado, encendido de ira y pasión». Para Alexis Petridis, del periódico The Guardian, fue como «un registro tan original que no se parece a nada que hayamos visto antes en el sonido de Harvey», añadiendo que la artista se encontraba en su mejor momento creativo. El crpitico Neil McCormick, de The Daily Telegraph lo nombró un «álbum extraordinario, una obra profunda y seria de una cantante y compositora en el apogeo de sus habilidades, una meditación sobre el apetito aparentemente infinito de la autodestrucción de la humanidad» y en The Independent, Andy Gill afirmó que «podría ser su mejor álbum» y lo describió como «un retrato de su tierra natal como un país basado en batallas y derramamiento de sangre». Amanda Petrusich, en su crítica para Spin, elogió el sonido «sangriento y contundente», mientras que Jesse Cataldo de Slant Magazine dijo que Let England Shake «crea un mundo musical inigualable donde Harvey reina con autonomía». Scott Plagenhoef, editor de Pitchfork, señaló que «es un álbum universal y necesario, hecho de manera clara y poderosa».. Robert Christgau, escribiendo en MSN Music, lo calificó calificó como «un conjunto de canciones contra la guerra bien torneadas aunque innecesariamente discretas» y comparó la "evolución" de Harvey con la de Annie Haslam. Stuart Maconie escribió en Radio Times que «todos sus discos han sido interesantes y singulares, pero para mí ninguno tuvo el poder puro, visceral y de otro tipo que posee Let England Shake». Rob Sheffield de Rolling Stone al darle al disco tres estrellas de cinco, escribió «todas las estrellas de rock británicas finalmente hacen su versión de Led Zeppelin III, pero Polly Jean Harvey, como siempre, hace las cosas a su manera». El sitio Punk News le otorgó un máximo de 5 estrellas, llamando a Harvey «la Christopher Nolan del rock n' roll».

### Medios en español
Al igual que sus homólogos en inglés, la crítica especializada de los medios en español también fue positiva. Marcos Domínguez del sitio Jenesaispop le dio un puntaje de 8 sobre 10, escribiendo que «es una obra que mantiene toda la coherencia y la calidad a la que nos tiene acostumbrados esta artista», además lo consideró su álbum más político. Juan Cervera de Rockdelux destacó en su reseña que "Let England Shake derrama drama, pasión y poesía. Para Alfredo Lewin de la revista Rockaxis «Let England Shake es, sino el más asombroso, es posiblemente uno de los tres mejores discos de su carrera», añadiendo sobre Harvey que "sigue siendo un personaje atípico -tal como lo es Neil Young o Radiohead- en el panorama del rock actual. El sitio Binaural le otorgó una calificación de 60 sobre 100, diciendo en su reseña que el registro «transmite una increíble sensación de profundidad». Mondo Sonoro al otorgarle la calificación máxima de 10, lo destacó como «una nueva maravilla». La revista Arcadia lo consideró como el posible mejor trabajo de Harvey, destacando que «Let England Shake finalmente es un ejemplo de austeridad espectacular». Hipersónica le dio una calificación de 8.5 sobre 10, escribiendo «Da igual que las letras traten de sangre, desamor o que ahora versen sobre conflictos bélicos en los que la artista cree condenable la actitud de su país. El resultado siempre es fantástico».
Una de las críticas mixtas provino de Aloha Criticón, en cuya reseña escribió que «The Colour of the Earth», canción que cierra del álbum «es una conclusión bastante rutinaria de un disco iniciado de forma excelente que va perdiendo fuelle en su último tramo».

### Reconocimientos
Let England Shake recibió diversos reconocimientos, entre ellos y quizás más importante fue el haber ganado el Mercury Prize en septiembre de 2011. Durante noviembre de ese año recibió el Uncut Music Award y en 2012 obtuvo el premio al álbum del año en los Ivor Novello 2012. Fue nominado a diversos premios; álbum británico del año en los Brit Awards, mejor álbum en los NME Awards, mejor artista femenina y álbum del año en los Q Awards, y mejor álbum de pop en los South Bank Sky Arts Awards además de ser incluido en el libro 1001 álbumes que hay que escuchar antes de morir.
Diversas publicaciones lo destacaron como lo mejor 2011, siendo escogido como álbum del año por diversos medios, los que se muestran en la siguiente tabla:
| Publicación       | Lista                          | Posición |
| ----------------- | ------------------------------ | -------- |
| BBC Music         | Top 25 álbumes de 2011         | 1        |
| The Guardian      | Los mejores álbumes de 2011    | 1        |
| Hot Press         | Top 30 álbumes de 2011         | 1        |
| Jenesaispop       | Top 50 mejores álbumes de 2011 | 1        |
| Los Angeles Times | Mejor álbum de 2011            | 1        |
| Mojo              | Top 50 álbumes de 2011         | 1        |
| musicOMH          | Top 50 álbumes de 2011         | 1        |
| NME               | 50 mejores álbumes 2011        | 1        |
| Pitchfork         | Top 50 álbumes 2011            | 4        |
| Q                 | Top 50 álbumes de 2011         | 2        |
| The Quietus       | Álbumes del año 2011           | 1        |
| Slant Magazine    | The 25 mejores álbumes de 2011 | 1        |
| Uncut             | Top 50 álbumes de 2011         | 1        |

## Film
Tras ver la exhibición del fotógrafo Seamus Murphy, A darkness visible, en Londres el año 2008, Harvey contactó con él para que le contara «sobre sus experiencias al estar en Afganistán». A partir de allí se desarrolló una colaboración consistente en fotos promocionales que Seamus tomó en julio de 2010, antes de realizar una serie de vídeos para cada canción, los cuales estuvieron listos en febrero de 2011. Del 14 al 17 de julio de 2011, las 12 filmaciones (en su totalidad o individualmente) fueron exhibidas por primera vez en varios festivales del Reino Unido.
El 12 de diciembre de 2011, los cortos de Murphy fueron lanzados en DVD bajo el nombre de Let England Shake: 12 Short Films by Seamus Murphy.

## Listado de canciones
Todas las canciones escritas y compuestas por PJ Harvey. 
| N.º | Título                         | Duración |  |
| 1.  | «Let England Shake»            | 3:09     |  |
| 2.  | «The Last Living Rose»         | 2:21     |  |
| 3.  | «The Glorious Land»            | 3:34     |  |
| 4.  | «The Words That Maketh Murder» | 3:45     |  |
| 5.  | «All and Everyone»             | 5:39     |  |
| 6.  | «On Battleship Hill»           | 4:07     |  |
| 7.  | «England»                      | 3:11     |  |
| 8.  | «In The Dark Places»           | 2:59     |  |
| 9.  | «Bitter Branches»              | 2:29     |  |
| 10. | «Hanging in the Wire»          | 2:42     |  |
| 11. | «Written in the Forehead»      | 3:39     |  |
| 12. | «The Colour of the Earth»      | 2:33     |  |

iTunes pre-order bonus track
| N.º | Título                          | Duración |  |
| 13. | «The Guns Called Me Back Again» | 2:45     |  |

iTunes bonus material
| N.º | Título                                 | Duración |  |
| 13. | «The Nightingale»                      | 4:13     |  |
| 14. | «The Last Living Rose» (video)         | 2:50     |  |
| 15. | «The Words That Maketh Murder» (video) | 4:25     |  |

## Posicionamiento en las listas
| País           | Lista                                       | Posición |
| -------------- | ------------------------------------------- | -------- |
| Alemania       | German Albums Chart                         | 20       |
| Australia      | Australian ARIA Albums Chart                | 6        |
| Austria        | Austrian Top 40                             | 15       |
| Bélgica        | Belgian Albums Chart (Flanders)             | 4        |
| Bélgica        | Belgian Alternative Albums Chart (Flanders) | 3        |
| Bélgica        | Belgian Mid-Price Albums Chart (Flanders)   | 6        |
| Bélgica        | Belgian Albums Chart (Wa)                   | 8        |
| Canadá         | Canadian Albums Chart                       | 23       |
| Dinamarca      | Danish Albums Chart                         | 3        |
| España         | Productores de Música de España             | 20       |
| Finlandia      | Finnish Albums Chart                        | 7        |
| Francia        | French SNEP Albums Chart                    | 6        |
| Irlanda        | Irish Albums Chart                          | 7        |
| Italia         | Italian FIMI Albums Chart                   | 57       |
| Noruega        | Norwegian Albums Chart                      | 2        |
| Nueva Zelanda  | New Zealand RIANZ Top 40                    | 30       |
| Países Bajos   | Dutch Top 100                               | 14       |
| Portugal       | Portuguese AFP Albums Chart                 | 8        |
| Suecia         | Swedish Albums Chart                        | 6        |
| Suiza          | Swiss Hitparade Albums Chart                | 4        |
| Reino Unido    | UK Albums Chart                             | 8        |
| Estados Unidos | US Billboard 200                            | 32       |
| Estados Unidos | US Billboard Alternative Albums             | 6        |
| Estados Unidos | US Billboard Independent Albums             | 7        |
| Estados Unidos | US Billboard Rock Albums                    | 6        |

| País      | Lista (2011)                    | Posición |
| --------- | ------------------------------- | -------- |
| Bélgica   | Belgian Albums Chart (Flanders) | 82       |
| Dinamarca | Danish Albums Chart             | 63       |
| Suecia    | Swedish Albums Chart            | 83       |

## Ventas y certificaciones
| País           | Organismo certificador | Certificación | Ventas  |
| -------------- | ---------------------- | ------------- | ------- |
| Dinamarca      | IFPI Denmark           | Oro           | 10,000  |
| Reino Unido    | BPI                    | Oro           | 170,000 |
| Estados Unidos | RIAA                   | —             | 86,000  |

## Créditos
| Músicos - PJ Harvey – voz, guitarras (2, 3, 5, 7, 8, 11, 12), autoarpa (1, 4, 5, 12), saxo (1, 2, 4, 5, 8), cítara (6), violín (7) - John Parish – guitarra (2–4, 6, 9, 10, 12), batería (1, 2, 5, 7–9, 12), percusión (3, 4, 6, 11), trombón (1, 2, 4, 5, 8), piano rhodes (1, 8, 11), mellotron (1, 7, 12), xilófono (1), voces de acompañamiento (2–6, 8, 9, 11, 12) - Mick Harvey – voz (12), guitarra (8, 9, 11), bajo (4), batería (2, 4, 11), percusión (4, 6, 11), armónica de bajo (1, 4, 5, 8, 9), piano (1, 6, 10), órgano (2, 5, 7, 8), piano rhodes (3, 6), xilófono (9), voces de acompañamiento (2–6, 8–12) - Jean-Marc Butty – batería (3, 6, 8, 10, 12), voces de acompañamiento (3, 5, 6, 8) Músicos invitados - Sammy Hurden – voces de acompañamiento (8, 12) - Greta Berlin – voces de acompañamiento (8, 12) - Lucy Roberts – voces de acompañamiento (8, 12) | Técnicos - Flood – producción, mezcla - Rob Kirwan – ingeniero de sonido, grabación - Catherine Marks – asistente de mezcla - John Catlin – asistente de mezcla - John Parish – producción - Mick Harvey – producción - PJ Harvey – producción Diseño - Rob Crane – diseño - PJ Harvey – diseño, dibujo - Michelle Henning – diseño de portada - Seamus Murphy – fotografía - Cat Stevens – fotografía |